# Габалински рејон
Габалински рејон (азер. Qəbələ rayonu), једна је од 78 административно-територијалних јединица Азербејџана. Налази се у северном делу земље. Административни центар рејона се налази у граду Габала.
Габалински рејон обухвата површину од 1.550 km² и има 95.600 становника (подаци из 2011). 
Административно, рејон се даље дели у 55 мањих општина.